# 坂田山
坂田山（さかたやま）は、神奈川県中郡大磯町にある山。標高111メートル。
東海道本線の大磯駅の裏手にあり、湘南平に連なる。元々の名前は「羽白山」だったが、1932年にここで発生した慶應義塾大学の男子学生と静岡県裾野の資産家令嬢との心中事件（坂田山心中事件）の第一報を報じた東京日日新聞の記者が、「詩情に欠ける山名」ということで、大磯駅近辺の小字名「坂田山付」を冠して、勝手に「坂田山」と命名した。この心中が後にセンセーションを巻き起こしたことで、「坂田山」の名前も定着することになった（令和4年調整の大磯町発行「大磯町地形図」では「羽白山」となっている）。なお、この山は三菱財閥の創始者である岩崎家の私有地であった。この年、坂田山では6月から12月までの7か月間に20組もの心中事件が発生。山の所有者が入山禁止にした時期もあった。